# Téteghem

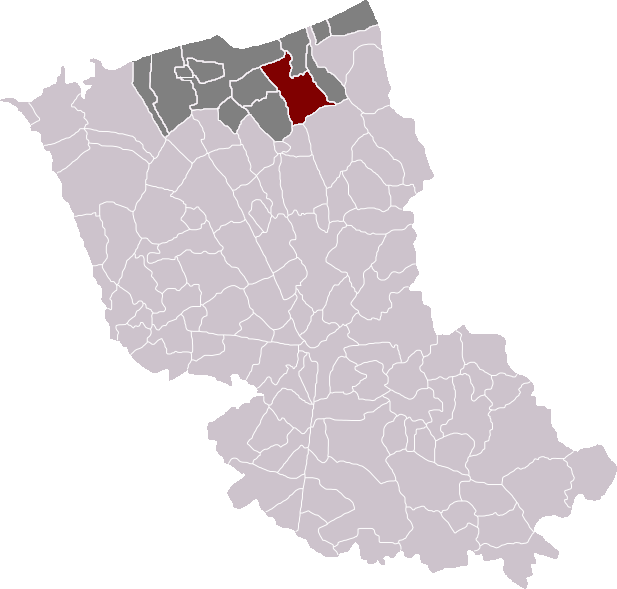
Localització de Téteghem

Téteghem (en neerlandès Tetegem) és un municipi francès, situat a la regió dels Alts de França, al departament del Nord, que forma part de la Westhoek. L'any 2006 tenia 7.256 habitants. Limita amb Dunkerque, Leffrinckoucke, Uxem, Warhem, Hoymille, Coudekerque-Village i Coudekerque-Branche.

## Demografia
| 1962                                       | 1968  | 1975  | 1982  | 1990  | 1999  |
| ------------------------------------------ | ----- | ----- | ----- | ----- | ----- |
| 1.652                                      | 1.766 | 2.874 | 5.165 | 5.839 | 7.273 |
| Des de 1962: població sense dobles comptes |       |       |       |       |       |

## Administració
| Període   | Identitat       | Partit        |
| --------- | --------------- | ------------- |
| 1953-1965 | Pierre Catry    |               |
| 1965-1977 | Emile Baes      |               |
| 1977-1991 | Jean-Pierre Top |               |
| 1991-2001 | Franck Dhersin  | Divers droite |
| 2001-2005 | Lucien Barras   | Divers droite |
| 2005-     | Franck Dhersin  | UMP           |